# Douglas Wheelock
Douglas Harry Wheelock (* 5. května 1960 Binghamton, New York, USA) je americký armádní důstojník a kosmonaut. Svým patnáctidenním letem se zapsal v roce 2007 do historie kosmonautiky jako 463. člověk ve vesmíru. Dne 15. června 2010 vzlétl na oběžnou dráhu Země podruhé, tentokrát k půlročnímu letu jako člen Expedice 24 a 25 na Mezinárodní vesmírnou stanici (ISS).

## Život

### Mládí a výcvik
V roce 1978 ukončil střední školu Windsor Central High School, Windsor a rozhodl se pro vojenskou dráhu. Vzdělání získal v letech 1978-1983 na vojenské akademii United States Military Academy. V roce 1992 ukončil vysokou školu Georgia Institute of Technology. Roku 1998 začal pracovat v řídícím operačním centru Army Space Command v Houstonu a brzy poté se zapojil do výcvikového střediska astronautů NASA. Výcvik ukončil roku 2000 a byl začleněn do jednotky astronautů USA. Roku 2005 nastoupil do střediska Hvězdného městečka v Rusku jako zástupce NASA. Dva roky poté absolvoval svůj první let do vesmíru.

### Astronaut
Jako Letový specialista odstartoval Wheelock na palubě raketoplánu Discovery při misi STS-120 na oběžnou dráhu Země. K Mezinárodní vesmírné stanici (ISS) se raketoplán připojil 25. října 2007. Pro Discovery to byl 34. let, pro Wheelocka první. Mise byla označena v COSPAR jako 2007-050A. V sedmičlenné posádce spolu s Wheelockem byli: George Zamka, Pamela Melroyová, Stephanie Wilsonová, Scott Parazynski, Douglas Wheelock, Paolo Nespoli z Itálie a Daniel Tani. Hlavním cílem jejich letu bylo dopravit a nainstalovat další z modulů stanice, Harmony. Během letu se astronautům podařilo všechny stanovené úkoly úspěšně splnit. Modul Harmony byl připojen ke stanici, podařilo se po problémech rozložit solární panely na nosníku P6. Wheelock absolvoval při těchto pracích tři výstupy mimo stanici (tzv.EVA). Na stanici v době jejich pobytu působili členové Expedice 16. Při návratu dolů vzali člena této expedice Claytona Andersona, nahradil jej Tani z jejich posádky. Raketoplán úspěšně přistál tam, kde odstartoval, na Kennedyho vesmírném středisku na Floridě.
- STS-120 – Discovery – STS-120 start 23. října 2007 – přistání 7. listopadu 2007

V červenci 2008 byla jmenován do záložní posádky Expedice 21 (start v září 2009) a hlavní posádky Expedice 24 se startem v květnu 2010.
V září 2008 bylo jeho jmenování bylo oficiálně potvrzeno. Do kosmu odstartoval 15. června 2010 v Sojuzu TMA-19, společně s Fjodorem Jurčichinem a Shannon Walkerovou. Na ISS strávil přes pět měsíců ve funkci palubního inženýra Expedice 24 a velitele Expedice 25. Vrátil se v Sojuzu TMA-19 s Jurčichinem a Walkerovou. Přistáli 26. listopadu 2010 ve 4:46 UTC v Kazachstánu, 84 km severně od Arkalyku.
Oženil se s Cathleen Hollenovou (nyní Wheelocková), mají jedno dítě.